# Box Cinemas
Box Cinemas foi uma rede de complexos cinematográficos (cinemas) multiplex, no formato stadium, pertencente ao grupo espanhol CineOcio Desarollo sob o nome de Cinebox. 
O Box Cinemas chegou ao Brasil em 2001 e esteve presente em cinco estados brasileiros: (São Paulo, Rio de Janeiro, Pernambuco, Maranhão e Paraíba) com seis unidades, e seu slogan era: "O máximo em diversão". Nas propagandas, o slogan era: Não basta ser um cineminha. Tem que ser um cinemaço.
No Brasil, a rede contava com 56 salas, o que corresponde a 11.487 poltronas.
Em setembro de 2011, a rede foi comprada pela Cinépolis., e deixou de existir no início de outubro.
A programação dos complexos pode ser visualizada através do site da Cinépolis, que já iniciou reformas e adaptações nos complexos para a nova marca. 